# Hydractinia milleri
Hydractinia milleri är en nässeldjursart som beskrevs av Torrey 1902. Hydractinia milleri ingår i släktet Hydractinia och familjen Hydractiniidae. Inga underarter finns listade i Catalogue of Life.